# Sabiniano (mestre da cavalaria)
Sabiniano (em latim: Sabinianus) foi um oficial romano do século IV, ativo durante o reinado do imperador Constâncio II (r. 337–361).

## Vida
Sabiniano aparece pela primeira vez em 359, quando foi nomeado como mestre da cavalaria no Oriente em sucessão de Ursicino. Permaneceu em ofício quando Ursicino recebeu ordens para ficar no Oriente e Amiano Marcelino comenta severamente sobre sua inaptidão. Ainda em 359, quando Amida foi cercada pelo xá Sapor II (r. 309–379), não conseguiu aliviá-la, apesar do conselho urgente de Ursicino, mas foi oficialmente exonerado por Arbício e Florêncio. Nessa época, segundo Amiano, ele era um homem velho e rico.